# رودولفوو
رودولفوو (به لاتین: Rudolfov) یک منطقهٔ مسکونی در جمهوری چک است که در شهرستان چسکه بودیوویتسه واقع شده‌است. رودولفوو ۲٬۴۰۱ نفر جمعیت دارد.